# Apodanthera pedisecta
Apodanthera pedisecta är en gurkväxtart som först beskrevs av Christian Gottfried Daniel Nees von Esenbeck och Mart., och fick sitt nu gällande namn av Célestin Alfred Cogniaux. Apodanthera pedisecta ingår i släktet Apodanthera och familjen gurkväxter. Inga underarter finns listade i Catalogue of Life.